# Национальный контртеррористический центр
Национальный контртеррористический центр (НКЦ) или Национальный антитеррористический центр (англ. National Counterterrorism Center, NCTC) — правительственная организация США, отвечающая за национальные и международные усилия по борьбе с терроризмом. Центр расположен в комплексе Liberty Crossing, недалеко от Tysons Corner в Маклине, штат Вирджиния. NCTC консультирует США по вопросам терроризма.
Являясь частью Офиса директора Национальной разведки, центр объединяет специалистов из других федеральных агентств, включая Центральное разведывательное управление (ЦРУ), Федеральное бюро расследований, Министерство обороны и Министерство внутренней безопасности.

## История
Предшественником Национального контртеррористического центра (NCTC) является «Центр по противодействию террористическим угрозам» (англ. Terrorist Threat Integration Center, TTIC), который был создан 1 мая 2003 года президентом США Джорджем Бушем в соответствии с указом № 13354. Буш объявил о создании TTIC в своем послании О положении страны в 2003 году. TTIC была создана в ответ на рекомендации Национальной комиссии по террористическим атакам на Соединённые Штаты (Комиссия 9/11), расследовавшей террористические атаки 11 сентября 2001 года.
Закон о реформировании разведки и предотвращении терроризма от 2004 года переименовал TTIC в NCTC и передал организацию в ведение директора Национальной разведки США. Организация имеет доступ к различным базам данных, в том числе из Агентства национальной безопасности и ЦРУ, и отвечает за базу данных Terrorist Identities Datamart Environment (TIDE). Она также управляет общедоступной базой данных Worldwide Incidents Tracking System.
В 2012 году Генеральный прокурор США Эрик Холдер предоставил центру полномочия собирать, хранить и анализировать большое количество данных о гражданах США из государственных и негосударственных источников на предмет подозрительного поведения посредством анализа образов, и делиться базами данных с иностранными государствами. Это спровоцировало споры о предпреступных усилиях, которые сравнивают с Офисом информирования и предлагаемым им массовым наблюдением.

## Деятельность
Центр проводит анализ, ведёт базу данных известных и подозреваемых террористов, обменивается информацией и осуществляет стратегическое оперативное планирование. В Центре работают более 1000 сотрудников из Разведывательного сообщества США, федерального правительства и федеральных подрядчиков. Сотрудники Центра представляют около 20 различных департаментов и агентств.
В августе 2019 года The Daily Beast сообщила, что Центр начал работу над контрразведкой для борьбы с внутренним терроризмом.
После покушения террористов на рейс 253 Northwest Airlines в 2009 году перед NCTC была поставлена задача разработать процесс «тщательного и исчерпывающего» определения приоритетов угроз терроризма, определить последующие действия разведки, правоохранительных органов и службы национальной безопасности и улучшить базу данных «Terrorist Identities Datamart Environment», добавить имена в списки наблюдения.

## Terrorist Identities Datamart Environment
The Terrorist Identities Datamart Environment (TIDE) представляет собой базу данных, составленную NCTC и содержащую более 1 200 000 личных данных лиц, подозреваемых в террористических связях, и лиц внутри США, представляющих интерес, включая имена известных или подозреваемых террористов, а также лиц, связанных с ними.

## Руководство

### Директора
- Джон О. Бреннан (27 августа 2004 г. — 1 августа 2005 г.)
- Джон Скотт Редд (1 августа 2005 г. — 10 ноября 2007 г.)[18]
- Майкл Лейтер  (10 ноября 2007 г. — 12 июня 2008 г.)
- Майкл Лейтер (12 июня 2008 г. — 8 июля 2011 г.)
- Мэтью Олсен[англ.] (16 августа 2011 г. — июль 2014 г.)
- Николас Расмуссен[англ.] (18 декабря 2014 г. — 24 декабря 2017 г.)[19]
- Рассел Трэверс[англ.] (24 декабря 2017 г. — 27 декабря 2018 г.)
- Джозеф Магуайр (27 декабря 2018 г. — 15 августа 2019 г.)[20]
- Рассел Трэверс[англ.] (16 августа 2019 г. — 18 марта 2020 г.)[21][22]
- Лора Шиао (3 апреля 2020 г. — 10 августа 2020 г.)[23]
- Кристофер Чарльз Миллер (10 августа 2020 г. — 9 ноября 2020 г.)[24][25]
- Стив Ванек (10 ноября 2020 г. — июль 2021 г.)[26]
- Кристин Абизаид (29 июня 2021 г. — июль 2024 г.)[27][28]
- Бретт Холмгрен (исполняющий обязанности) (5 июля 2024 г. — настоящее время)

### Заместители директора
- Артур М. Каммингс (2004-2005)
- Кевин Р. Брок (2005-2007)
- Майкл Лейтер (2007—2008)
- Джефф О’Коннелл (2008—2011)
- Эндрю Липман (2011—2012)
- Николас Дж. Расмуссен (2012—2014)
- Л. Джозеф Камиллери (2016—2017)
- Джон Дж. Маллиган
- Лора Шиао (апрель 2020 г. — ноябрь 2020 г.)
- Стив Ванек (ноябрь 2020 г. — март 2024)
- Дон Холстед (март 2024 г. – настоящее время)